# Zeng Zhen
Zeng Zhen (kinesiska: 曾珍), född den 28 november 1993 i Chengdu, är en kinesisk konstsimmare.
Hon tog OS-silver i lagtävlingen i samband med de olympiska tävlingarna i konstsim 2016 i Rio de Janeiro..